# 14338 Shibakoukan
14338 Shibakoukan este un asteroid din centura principală de asteroizi.

## Descriere
14338 Shibakoukan este un asteroid din centura principală de asteroizi. A fost descoperit pe 14 noiembrie 1982 la Kiso de Hiroki Kosai și Kiichiro Hurukawa. Asteroidul prezintă o orbită caracterizată de o semiaxă mare de 2,94 ua, o excentricitate de 0,05 și o înclinație de 13,6° în raport cu ecliptica.